# كريس براس
كريس براس (بالإنجليزية: Chris Brass)‏ هو لاعب كرة قدم ومدرب كرة قدم بريطاني في مركز الدفاع، ولد في 24 يوليو 1975 في Easington, County Durham ‏ في المملكة المتحدة. لعب مع نادي بوري ونادي بيرنلي ونادي توركي يونايتد ونادي ساوثبورت ونادي هاروجيت تاون ونادي هاليفاكس تاون ونادي هايد إف سي ونادي يورك سيتي.

## وصلات خارجية
- كريس براس على موقع قاعدة بيانات كرة القدم.إي يو (الإنجليزية)
- كريس براس على موقع Soccerbase.com (لاعب) (الإنجليزية)